# Eugenio Petit Muñoz
Eugenio Petit Muñoz (Montevideo, 8 de noviembre de 1894 - 31 de julio de 1977) fue un abogado, profesor, historiador y ensayista uruguayo.

## Biografía
Hijo de Eugenio Petit Gil y de Matilde Eufemia Muñoz Rivera, fue bisnieto materno del General Fructuoso Rivera y del constituyente Francisco Joaquín Muñoz, y bisnieto paterno de Elías Gil. Destaca su extensa trayectoria en la docencia, habiendo dictado cursos de Historia en Enseñanza Secundaria, en los Institutos Normales, en la Facultad de Derecho y Ciencias Sociales, en la Facultad de Humanidades y Ciencias, ambas de la Universidad de la República, y en el Instituto de Profesores Artigas.
La Asamblea del Claustro elaboró entre 1934 y 1935 uno de los más significativos documentos del reformismo latinoamericano, el Estatuto de 1935, siendo Eugenio Petit Muñoz uno de los diez firmantes de este documento fundacional.
Publicó más de 50 títulos en libros, folletos y revistas. Fue director de la revista "Ensayos" que editó 21 números durante la dictadura de Terra. Publicó varios importantes trabajos de investigación en el semanario Marcha, fundado el 23 de junio de 1939 por el Dr. Carlos Quijano. En el primer número de Cuadernos de Marcha (mayo de 1967), titulado "Rodó", se publicaron trabajos de Roberto Ibáñez, Leopoldo Zea Aguilar, Arturo Ardao, Carlos Real de Azúa y Eugenio Petit Muñoz.
En julio de 1936, inmediatamente después del estallido de la guerra civil española, integró el Consejo General del Comité Nacional Pro Defensa de la República Española, junto a otros notables integrantes del movimiento solidario: Emilio Frugoni, Gustavo Gallinal, Carlos Murguía, Pablo Minelli, Edmundo Castillo, Arturo Dubra, Ildefonso Pereda Valdés, Julia Arévalo de Roche y Paulina Luisi.
Fue uno de los firmantes de la Declaración Constitutiva del Frente Amplio el 7 de octubre de 1970.
Falleció en Montevideo el 31 de julio de 1977, día anterior al de la desaparición en dictadura del maestro Julio Castro, camino a su sepelio.
Se lo recuerda como un hombre solidario y comprometido. Se dice que cuando pintó su casa, le preguntó al vecino de enfrente de qué color deseaba que estuviera pintada, ya que él iba a ser quien la viera todos los días.

## Obra
Su obra es extensa y sus temas principales son referidos a la educación y específicamente a la Universidad de la República y sus rectores, así como a la historia del Uruguay y en especial de las condiciones de los esclavos y las poblaciones indígenas.
Su libro "La condición jurídica, social, económica y política de los negros durante el coloniaje en la Banda Oriental" se encuentra incompleto ya que el segundo tomo, en el que pretendía publicar lo referente a las condiciones económica y política de los negros, nunca fue publicado. Pese a eso existe una versión del primer tomo poseída por él y su familia con anotaciones de cara a un segundo tomo. Este libro actualmente se encuentra disponible en la biblioteca de la Facultad de Humanidades y Ciencias de la Educación de la Universidad de la República.

## Publicaciones
- Interpretaciones esquemáticas sobre la historia de la conquista y la colonización españolas en América (1927).
- El camino. Etapas de una política educacional vivida (1932).
- El Poder Educador (1933).
- Hijos libres de nuestra Universidad (1943).
- La autonomía de Enseñanza Secundaria (1944).
- La condición jurídica, social, económica y política de los negros durante el coloniaje en la Banda Oriental, Tomo 1 (1948).
- Artigas y el federalismo en el Río de la Plata (1951).
- Trazos para una silueta espiritual de Don Pablo de María (1952).
- Artigas y su ideario a través de seis series documentales (1956).
- La doctrina jurídica de la Revolución Hispanoamericana en el derecho público positivo español e indiano (1960).
- El derecho de nuestra Universidad a darse su propio estatuto (1961).
- Historia sintética de la autonomía de la enseñanza media en el Uruguay (1969).
- Artigas y la función pública (1970).
- Infancia y juventud de Rodó (1974).
- Artigas: federalismo y soberanía (1985).
- El pueblo francés y el pueblo español. Sentido de sus procesos revolucionarios.